# زامبيا (ملك)
زامبيا هو الملك الحادي عشر لسلالة إيسن في العراق وهو من الأموريين ألذين سكنوا في جنوب العراق، بدأ حكمه في سنة 1774 ق م. حسب قائمة ملوك سومر حكم لمدة سنتي وإنتهى حكمه في سنة 1772 ق م. عرف بحربه ضد سين إشيقام ملك لارسا وهزمه له. وقد خلف الحكم من إنليل باني وخلفه إيتير بيشا.